# Ландшафтний заказник

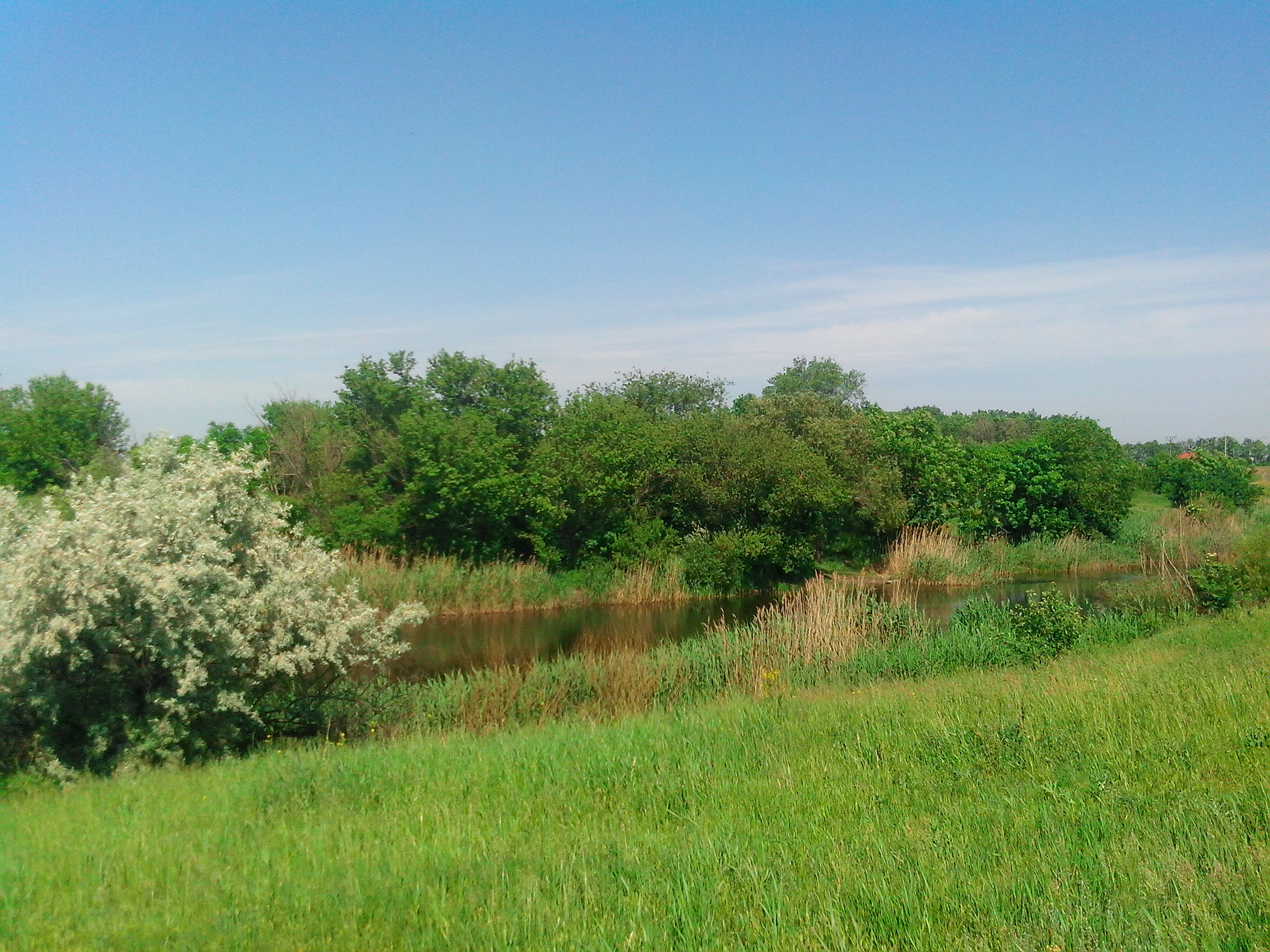
Ландшафтний заказник загальнодержавного значення Бакаї

Ландшафтний заказник — природно-заповідна територія України, яку створюють задля забезпечення охорони всього природного комплексу, що розташований на ній.
Для збереження ландшафту заказника, зберігаються усі компоненти, від яких він залежить: рельєф, геологічна основа, повітряні маси, гідрологічні об'єкти, флора та фауна.

## Новостворені заказники
9 листопада 2023 року, рішенням Київської міської ради, частину Броварського лісу у Києві площею 125 га визнали ландшафтним заказником місцевого значення. 
В грудні 2023 року, згідно з повідомленням Української природоохоронної групи (UNCG), у Київській області створили новий заказник «Денисенків яр» — площею 43 га. Він розташований на лучних і степових ділянках біля села Ємчиха на Обухівщині. Створення цього  заказника дозволить зберегти ландшафтний комплекс околиць села Ємчиха, захистити популяції рідкісних видів тварин і рослин, створити можливості для відпочинку для місцевих і туристів і не допустити погіршення природних степових біотопів. 